# نوكيا 6650 فولد
نوكيا 6650 فولد (بالإنجليزية: Nokia 6650 fold)‏ هو هاتف محمول من نوكيا يعمل بنظام سيمبيان، تم طرحه في الأسواق في 2008.

## الخصائص
- نظام التشغيل: سيمبيان
- الشاشة: إل سي دي
- الوزن: 112 غرام (4.0 أونصة)
- المعالج: 369 ميجا هرتز
- الذاكرة: 30 ميجابايت